# قلهات
قلهات (به عربی: قلهات) یک منطقهٔ مسکونی در عمان است که در صور (عمان) واقع شده‌است.